# لاک‌پشت برکه‌ای سیسیلی
لاک‌پشت برکه‌ای سیسیلی (نام علمی: Emys trinacris) نام یک گونه از سرده لاک‌پشت برکه‌ای است.